# Comarca Valle de Güímar
Die Comarca Valle de Güímar ist eine der 15 Comarcas in der Provinz Santa Cruz de Tenerife.
Die im Südosten der Insel Teneriffa gelegene Comarca umfasst drei Gemeinden auf einer Fläche von 186,38 km².

## Gemeinden
| Gemeinde                | Einwohner (2024) | Fläche km² | Dichte Einw./km² | Cod INE | Postleitzahl                             |
| ----------------------- | ---------------- | ---------- | ---------------- | ------- | ---------------------------------------- |
| Arafo                   | 5.776            | 34,27      | 169              | 38004   | 38509, 38550                             |
| Candelaria              | 28.795           | 49,18      | 586              | 38011   | 38509, 38510, 38520, 38530, 38540        |
| Güímar                  | 21.716           | 102,93     | 211              | 38020   | 38500, 38508, 38509, 38560, 38590, 38591 |
| Comarca Valle de Güímar | 34.898           | 186,38     | 187              | –       | –                                        |

## Nachweise
1. ↑  Instituto Nacional de Estadística Municipal Register of Spain
2. ↑  Regionen und Großregionen der Kanarischen Inseln, territoriale Abgrenzungen für statistische Zwecke